# Experiments in Violent Light
Experiments in Violent Light – pierwszy album studyjny polsko-brytyjskiego duetu FlyKKiller.

## Lista utworów
1. "FlyKKiller" – 3:40
2. "Peroxide" – 3:17
3. "Fear" – 4:19
4. "Sell My Pulse" – 4:48
5. "Shine Out" – 2:59
6. "Get All Pulled Out" – 3:00
7. "Controlled Environment" – 4:04
8. "B. Murphy" – 3:55
9. "Music for 12 Sounds" – 4:29
10. "Czy nie szkoda Ci? / Sleepless night" – 5:00
11. "FlyKKiller" (David Holmes Remix) – 6:06